# 沿口千佛岩摩崖造像
沿口千佛岩摩崖造像位於四川省武勝縣，文物遺址年代判定為宋。2012年7月16日公佈為第八批四川省文物保護單位。
沿口千佛岩摩崖造像位於四川省武勝縣沿口鎮印山社區印山公園內，北宋嘉佑年間(1056-1063)造。造像坐東朝西，在寬16米、高8米的岩壁上，鑿大小佛像千余尊，故名“千佛岩”。造像分為兩層：頂層為小千佛及“西方三聖”；底層為“禮佛圖”，主尊為“華嚴三聖”。該摩崖造像構思精巧，比例勻稱自然，形象逼真，各具情態，極具歷史、藝術和科學價值，為研究川東地區宋代以來的宗教藝術、石刻藝術提供了寶貴的實物材料。2011年，沿口千佛岩摩崖造像被廣安市人民政府公佈為市級文物保護單位。